# Lenosoma
Lenosoma is een geslacht van kevers uit de familie bladsprietkevers (Scarabaeidae). Het geslacht werd voor het eerst wetenschappelijk beschreven in 1880 door Kraatz.

## Soorten
- Lenosoma fasciculatum (MacLeay, 1863)
- Lenosoma fulgens (MacLeay, 1863)